# Maurizio Garino

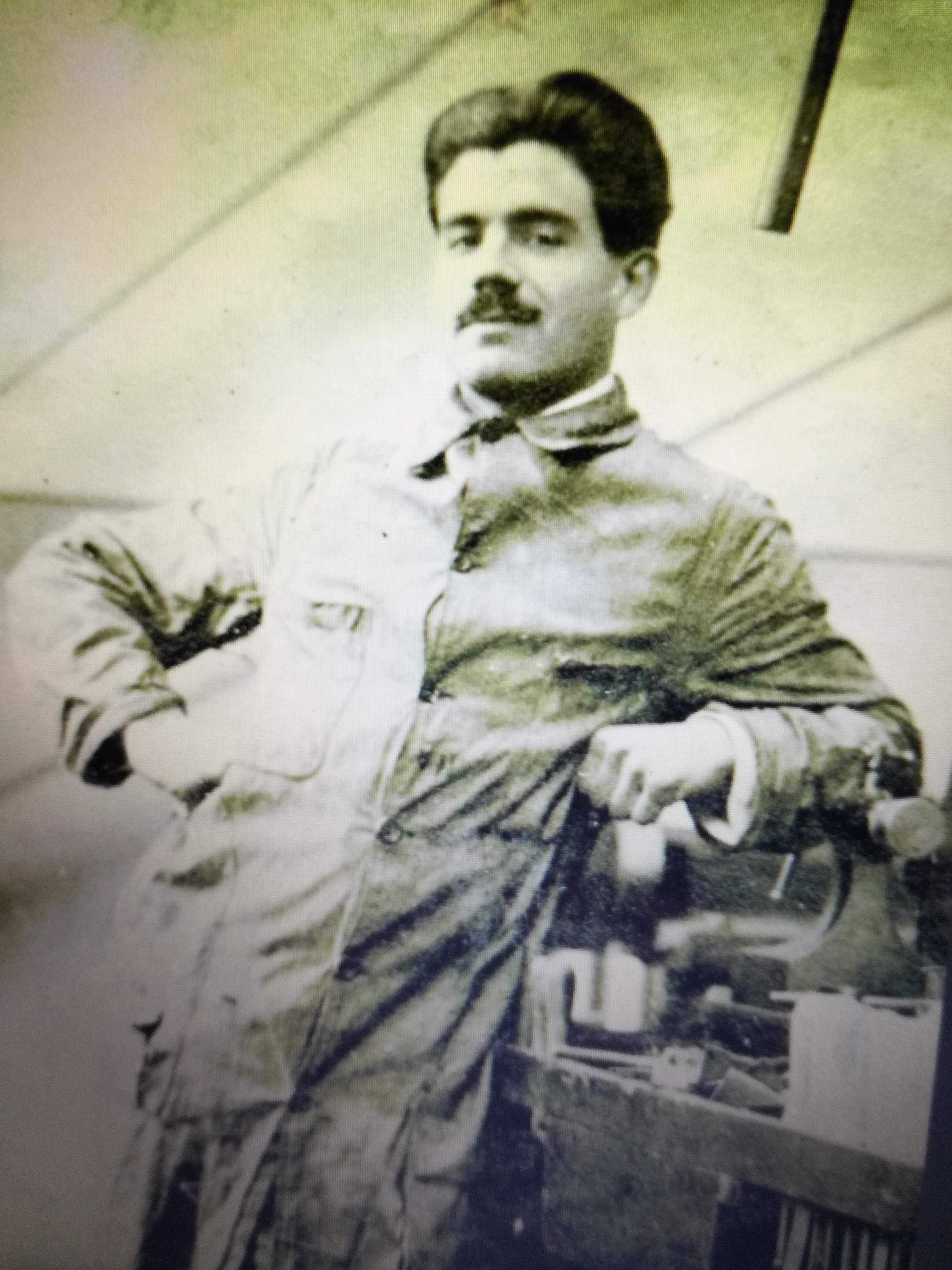
Maurizio Garino, 1912

Maurizio Garino (Ploaghe, 1º novembre 1892 – Torino, 16 aprile 1977) è stato un anarchico e sindacalista italiano.

## Biografia
Inizia a lavorare giovanissimo prima come apprendista falegname e poi come modellista meccanico. Nel 1908 entra a far parte del Fascio Giovanile Socialista di Torino. Di idee astensioniste, diventa anarchico nel 1909 durante la campagna a favore di Francisco Ferrer. L'anno dopo è tra i fondatori della Scuola Moderna insieme a Pietro Ferrero,

In polemica con la FIOM, che aveva stipulato un accordo con il Consorzio automobilistico (1912) duramente contestato da una parte della base, aderisce al nuovo sindacato SUM, creato dai sindacalisti rivoluzionari. Dopo l'esperienza fallimentare di uno sciopero promosso dal nuovo sindacato si convince a rientrare nella FIOM e in seguito sarà sempre convinto sostenitore dell'unità sindacale

È tra i principali agitatori durante la Settimana rossa torinese e per questo viene arrestato. Fermamente contrario all'ingresso dell'Italia nella prima guerra mondiale viene mobilitato (nonostante sia stato riformato alla visita di leva) e in seguito esonerato come operaio specializzato. Durante il conflitto si oppone alla partecipazione del sindacato al comitato per la mobilitazione industriale e partecipa attivamente ai Moti di Torino (1917).
Nel 1919 è tra i principali organizzatori dei consigli di fabbrica insieme a Pietro Ferrero, Italo Garinei e al gruppo dell'Ordine Nuovo di Antonio Gramsci.

Partecipa sia al congresso di fondazione dell'Unione comunista anarchica italiana a Firenze nel 1919, sia al successivo Congresso anarchico di Bologna nel 1920.

Nel 1920 è uno dei protagonisti dell'occupazione delle fabbriche. Durante la dittatura fascista subisce continui arresti ed è costantemente controllato. Dopo l’8 settembre 1943 riorganizza il movimento anarchico a Torino e partecipa alla Resistenza, viene anche arrestato, con il figlio Aldo, partigiano, nell’ottobre 1944, ma viene liberato grazie a una complessa trattativa. Dopo la Liberazione partecipa attivamente alla ripresa del movimento libertario.